# ميريام نعيمة
ميريام غسان نعيمة (من مواليد 28 ديسمبر 1983) هي لاعبة كرة قدم لبنانية سابقة لعبت كلاعبة خط وسط أو قلب دفاع.

## مهنة النادي
بدأت مسيرتها المهنية في لبنان، كقائدة لفريق الأنصار، قبل أن تنتقل إلى أوروبا في عام 2009 مع الفريق المجري الأول فيمينا. وفي العام التالي، انتقلت إلى إنجلترا، حيث درست في جامعة مانشستر أثناء اللعب لفريق كرة القدم.
في 27 فبراير 2012، انضمت إلى نيوكاسل يونايتد،  قبل أن تنتقل إلى رذرفورد في صيف 2015. ساعدت فريقها الفوز بدوري كرة القدم النسائي 2015–16، القسم الشمالي، ووصلت إلى نهائي كأس الاتحاد الإنجليزي للسيدات في مقاطعة دورهام.

## مهنة دولية
مثلت منتخب لبنان، ولعبت في البطولة العربية 2006 وبطولة اتحاد غرب آسيا 2007 كقائد للفريق.

## الحياة الشخصية
في عام 2009، انتقلت إلى بودابست بالمجر لدراسة الماجستير لمدة عامين في العلوم البيئية. وانتقلت إلى مانشستر بإنجلترا عام 2010 للدراسة في جامعة مانشستر. في نوفمبر 2011، بدأت العمل كباحثة في مجال السيارات الكهربائية في جامعة نيوكاسل. وفي عام 2015 عملت بالشراكة مع شركة تصنيع السيارات اليابانية نيسان.

## الانجازات
الأنصار
- كأس لبنان للسيدات: 2008، 2009

رذرفورد
- دوري كرة القدم الإقليمي للسيدات القسم الشمالي: 2015–16.[4]

لبنان
- بطولة اتحاد غرب آسيا لكرة القدم للسيدات المركز الثالث: 2007